# بیمه دریایی و آتش سامسونگ

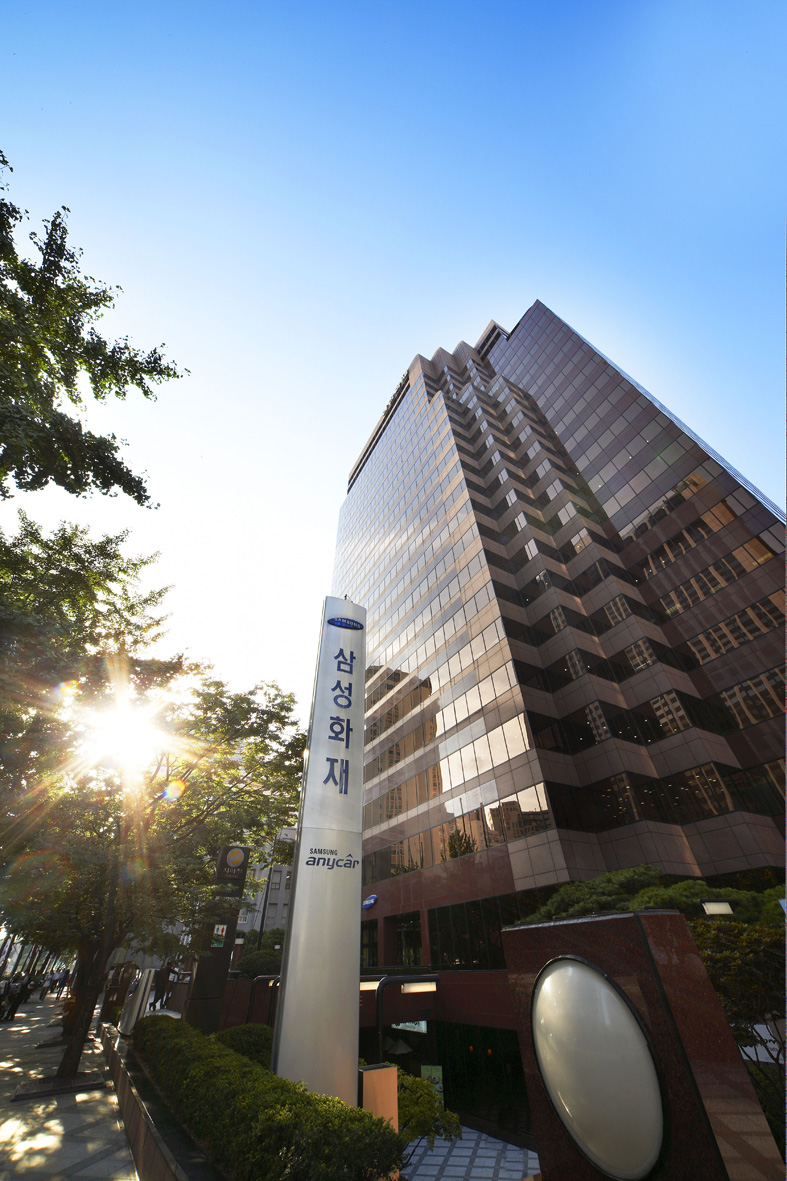
ساختمان مرکزی سامسونگ فایر

بیمه دریایی و آتش سامسونگ (به کره‌ای: 삼성화재해상보험)، شرکت بیمه کره‌ای چندملیتی است، که به‌عنوان زیرمجموعه‌ای از گروه سامسونگ، در زمینه ارائه خدمات بیمه‌های خودرو، بیمه‌های تجاری، بیمه‌های مدت‌دار و مدیریت ریسک فعالیت می‌کند.
شرکت سامسونگ فایر در سال ۱۹۵۲ راه‌اندازی شد و اکنون دارای دفاتر خدماتی در کشورهای ایالات متحده آمریکا، چین، ژاپن، اندونزی، ویتنام و چند کشور اروپایی می‌باشد.
دفتر مرکزی این شرکت در شهر سئول، کره جنوبی قرار دارد و بخشی از سهام آن در بازار بورس کره معامله می‌شود. بزرگترین سهام‌داران سامسونگ فایر، عبارتند از سامسونگ لایف (۱۰٫۳۶٪) و کامان‌ویت بانک (۷٫۴۴٪).